# Дмитрівка (Вознесенський район)
Дми́трівка — (давня назва Змунчилове) село в Україні, Прибужанівської ОТГ у Вознесенському районі, Миколаївської області.Розташована за 25 км.на південний схід від м.Вознесенськ на правому березі річки Південного Бугу. Населення становить 607 осіб.
Дмитрівка заснована в другій половині XVIII ст.На околиці села виявлено поселення II - V ст н.е. із залишками кам'яного домобудівництва. В часи другої світової війни поблизу Дмитрівки гітлерівські окупанти розстріляли понад тисячу жителів звезених сюди з Одеси.